# Contes de Caliban
 (juin 2024).
Si vous disposez d'ouvrages ou d'articles de référence ou si vous connaissez des sites web de qualité traitant du thème abordé ici, merci de compléter l'article en donnant les références utiles à sa vérifiabilité et en les liant à la section « Notes et références ».
Contes de Caliban est un recueil de contes d'Émile Bergerat publié en 1909,.

## Contenu
Ce recueil débute par des contes facétieux :
- Béjaruc le faiseur d'enfants
- Coco et Bibi
- Le Premier Mot
- Un cas de psychomancie
- L'Étranglé hilare
- Le Coup de la belle-mère
- Le Crime du moulin au moulin du crime
- Le Mariage de Cambronne
- Loys Egarot ou l'Argent d'autrui
- Le Sieu « Son »
- Lazoche peintre d'idéaux
- Orderic « le babineur »[3]
- Scipion Garsoulas
- La Dame du sonnet
- Le Bon Chevalier de Frileuse
- Les Petits Romans de Géraldine.

Viennent ensuite les contes féériques et rustiques :
- Un duel darwiniste
- Les Bottes de 28 km
- Cendrillon en automobile
- Le Diable en Bretagne
- Les Demi-âmes
- L'Enfant perdu
- L'Héritage d'Yvan Lopez
- Azeline.

Et pour finir, des contes tragiques :
- La Tache d'encre
- La Vénus vitriolée
- La Plus Terrible Arme du monde
- À deux de jeu
- L'Alliance
- L'Horreur humaine
- Les Chemises sanglantes
- Une femme libre
- Le Récit du chirurgien
- La Trouée.